# منزل امام جمعه
منزل امام جمعه مربوط به دوره قاجار است و در کرمان، بازار ـ کوچه دوازده امام، پلاک ۴۸ واقع شده و این اثر در تاریخ ۶ دی ۱۳۵۵ با شمارهٔ ثبت ۱۴۹۹ به‌عنوان یکی از آثار ملی ایران به ثبت رسیده است.